# سید پاوق
سید پاوق (انگلیسی: Sid Pugh; ۱۰ اکتبر ۱۹۱۹ – ۱۵ آوریل ۱۹۴۴) بازیکن فوتبال اهل بریتانیا بود.وی در سن ۲۴ سالگی درگذشت.
از باشگاه‌هایی که در آن بازی کرده‌است می‌توان به باشگاه فوتبال برادفورد سیتی و باشگاه فوتبال آرسنال اشاره کرد.